# 佘市桥镇
佘市桥镇，是中华人民共和国湖南省常德市临澧县下辖的一个乡镇级行政单位。

## 行政区划
佘市桥镇下辖以下地区：
新兴社区、长湖村、荷花堰村、桃花村、高桥村、佘市村、建楼村、泉水村、双溪村、龙阳村、尖峰村、中心村、荆坪村、团岗村、湖堰村、殷家村、道源村、蒋家坪村、罗家村、马鞍村和高丰村。